# Mercatino Conca

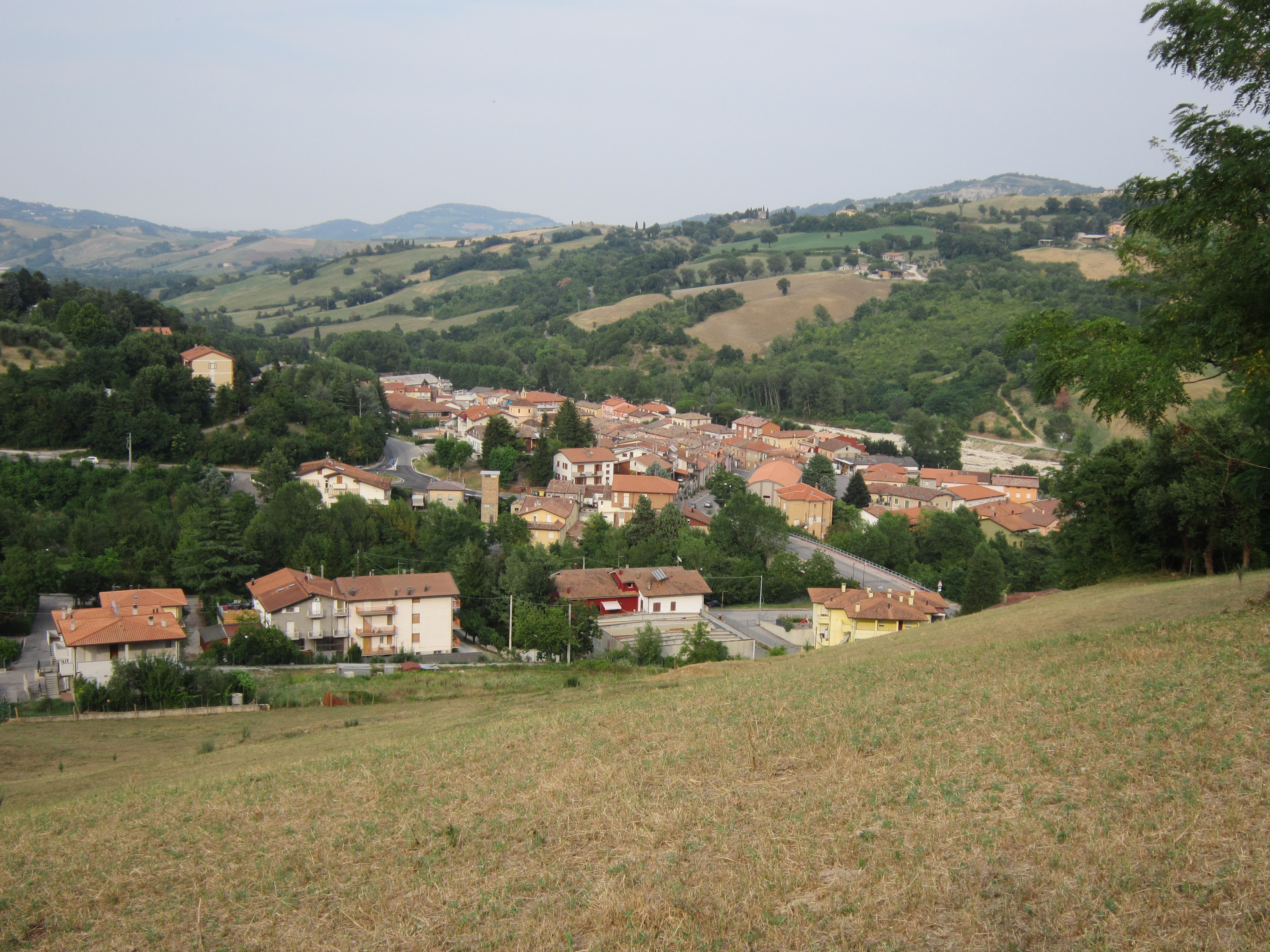
Panorama von Mercatino Conca

Mercatino Conca (im gallomarchesischen Dialekt: Marcadèn) ist eine italienische Gemeinde (comune) mit 1045 Einwohnern (Stand 31. Dezember 2023) in der Provinz Pesaro und Urbino in den Marken. Die Gemeinde liegt etwa 33,5 Kilometer westlich von Pesaro und etwa 20 Kilometer nordwestlich von Urbino am Conca, gehört zur Comunità montana del Montefeltro und grenzt unmittelbar an die Provinz Rimini. Bis 1940 lautete der Name der Gemeinde Piandicastello.